# Ruisseau du Geny
Le ruisseau du Geny est un cours d'eau, faisant partie du district franc fédéral du Noirmont et du parc naturel régional Jura vaudois, situé sur les communes de Bassins et Le Vaud, dans le canton de Vaud, en Suisse.

## Géographie
Le Geny prend ses sources au lieu-dit Les Mouilles, à une altitude de 837 mètres. Ses sources confluent dans La Combe, puis le ruisseau longe l'ouest du village de Le Vaud et l'est du village de Bassins, en passant par les lieux-dits La Bataille, le Marais à Burdet, En Lusigny et La Pièce jusqu'à l'embouchure avec la Serine, à une altitude de 617 mètres, au lieu-dit La Billouse, entre les villages de Bassins, Le Vaud, Burtigny et Begnins.

## Histoire

### Bataille de 1818
Le 16 août 1818, une bataille opposant la commune de Bassins et celles de Le Vaud et de Burtigny, éclate au lieu-dit La Bataille (nommé ainsi après cet incident) à coups de gourdins et de pierres[réf. nécessaire].
La bataille fini au tribunal de première instance de Nyon et Bassins, ayant pris le dessus sur la bataille selon le tribunal, fini par payer une amende de 2030.90 CHF.